# Biserica Sfântul Nicolae-Andronești din Târgoviște
Biserica Sfântul Nicolae-Andronești din Târgoviște este un monument istoric aflat pe teritoriul municipiului Târgoviște. În Repertoriul Arheologic Național, monumentul apare cu codul 65351.08.01.